# Halcurias pilatus
Espèce
Halcurias pilatus est une espèce de la famille des Halcuriidae.

## Systématique
Le nom valide complet (avec auteur) de ce taxon est Halcurias pilatus McMurrich, 1893.

## Publication originale
- McMurrich, J. P. (1893). Report on the Actiniæ collected by the United States Fish Commission Steamer Albatross during the winter of 1887-1888. Proceedings of the United States National Museum, 16(930): 119-216